# Thập niên 1760
Thập niên 1760 là thập niên diễn ra từ năm 1760 đến 1769.